# Passion and Warfare
A Passion and Warfare Steve Vai 1990-ben megjelent nagylemeze. A felvételekre 1989-ben és 1990-ben került sor Vai producerkedésével. A felvételek saját "The Mothership" stúdiójában készültek.  Az anyagot a Relativity / Epic jelentette meg. Az album nagyon sikeresnek bizonyult, a megjelenés hetében bearanyozódott, mára már kétszeres platinalemez. A lemeznek extra promóciót jelentett, hogy Vai a Whitesnake koncertjein két dalt is előadott a készülő lemezről, mégpedig a For the Love of God és az Audience Listening címűeket.
A lemez újfajta megközelítésével új távlatokat nyitott a rockgitározás történetében, valamint utat mutatott a 90-es évek gitárhőseinek.Alexi Laiho a Children of Bodom gitáros/énekese így nyilatkozott a lemezről:
"Steve Vai-nál nincs nagyobb gitáros. Egészen átértékeltem mindazt, amit korábban a gitározásról gondoltam, miután meghallottam a Passion and Warfare albumát. Egy földönkívüli a fickó! Megfejthetetlen, hogy miket játszik."
A korongon szereplő For the Love of God szólója a Guitar World magazin "minden idők 100 legnagyobb gitárszólója" listáján 29. helyezést érte el, valamint szerepelt a Guitar Hero 3. részében is.
Vai a Blue Powder című dalt egy Carvin's X-100B erősítő segítségével rögzítette, de Marshall JCM900 erősítőket is használt, Ibanez JEM és Ibanez Universe gitárjaihoz.
Effektek terén többek között Boss DS-1 pedált, használt valamint Eventide H3000 harmonizert is.

## Számlista
A dalokat Steve Vai írta.
1. Liberty – 2:02
2. Erotic Nightmares – 4:13
3. The Animal – 3:55
4. Answers  – 2:41
5. The Riddle – 6:22
6. Ballerina 12/24 – 1:45
7. For the Love of God – 6:02
8. The Audience Is Listening – 5:30
9. I Would Love To  – 3:40
10. Blue Powder  – 4:44
11. Greasy Kid's Stuff – 2:57
12. Alien Water Kiss – 1:10
13. Sisters – 4:07
14. Love Secrets – 3:35

## Zenészek
- Steve Vai – gitár, billentyűs hangszerek, és egyéb különböző eszközök
- Stuart Hamm – basszusgitár
- Chris Frazier – dob
- Tris Imboden – dob
- David Rosenthal – billentyűs hangszerek, vokál
- Bob Harris – billentyűs hangszerek, vokál
- Pia Maiocco – billentyűs hangszerek, vokál

### Vendégek
- Nancy Fagen – ének
- Jamie Firlotte – ének
- David Coverdale – vokál
- Rudy Sarzo – vokál
- Adrian Vandenberg – vokál
- Pascal Fillet – vokál
- Laurel Fishman – vokál
- Lillian Vai – vokál
- Pam Vai – vokál
- Joel Kaith – vokál
- Corky Tanassy – vokál
- Jamie Kornberg – vokál
- Lauren Kornberg – vokál
- Corinne Larue – vokál
- Famin' – vokál
- Darla Albright – vokál
- Laura Gross – vokál
- Rupert Henry – vokál
- Suzanna Harris – háttérvokál
- Julian Angel Vai – vokál